# Есад Плави
Есад Мухаремовић (Тешањ, 22. фебруар 1965), познатији под уметничким именом Есад Плави, босанскохерцеговачки је поп-фолк певач. Неке од његових познатих песама су: „Шехерзада“, „Бабо“, „Весна“ и „Усне имам да те љубим ја“. Живи и ради у Холандији. Његов рођени брат близанац је такође познати певач Јасмин Мухаремовић.

## Дискографија
- Не куни што си волела (1990)
- Реци срећо (1991)
- Има дана и кафана (1993)
- Даш, не даш (1994)
- Пребољет' ћу ове ноћи (2000)
- Није ово први пут (2001)
- Змија (2003)
- Као некад (2005)
- Остави нешто своје (2009)
- Највећи хитови (Есад Плави и Осман Хаџић) (2010)
- Само гост (2011)

## Фестивали
- 2009. Вогошћа, Сарајево - Двије земље